# Garten-Schwarzwurzel
Die Garten-Schwarzwurzel (Scorzonera hispanica), auch Spanische Schwarzwurzel, Echte Schwarzwurzel genannt, ist eine Pflanzenart aus der Gattung Schwarzwurzeln (Scorzonera) innerhalb der Familie der Korbblütler (Asteraceae). Sie wird auch Skorzenerwurzel und Winterspargel oder auch Arme-Leute-Spargel, Spanische Scorzonere, Gartenhaferwurzel sowie Proletenspargel genannt. Die italienische Bezeichnung Scorzone bedeutet giftige, schwarze Schlange. Seit 2020 wird die Garten-Schwarzwurzel als Pseudopodospermum hispanicum (L.)  Zaika, Sukhor. & N.Kilian in die Gattung Pseudopodospermum gestellt.

## Beschreibung

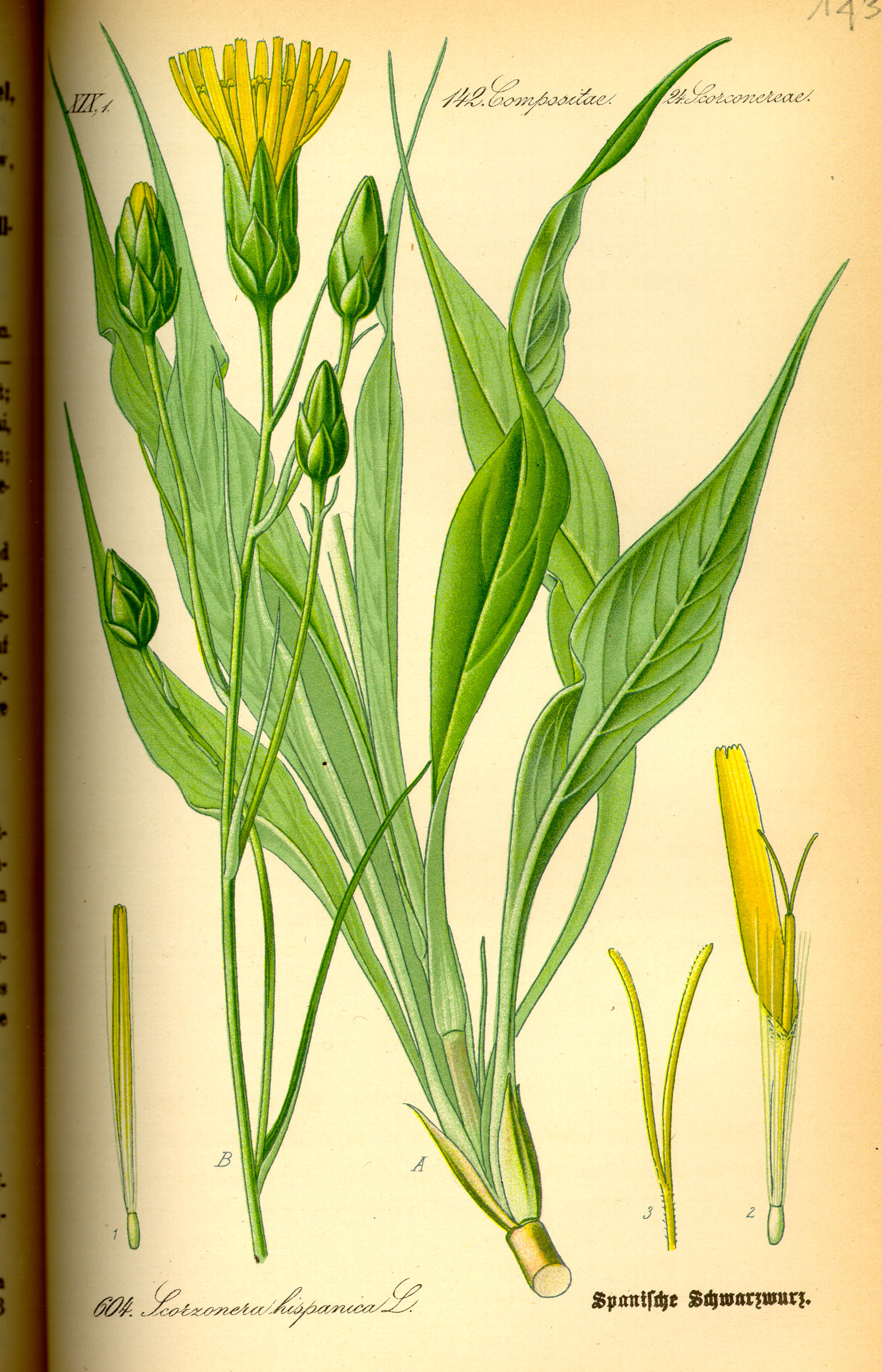
Garten-Schwarzwurzel (Scorzonera hispanica), Illustration

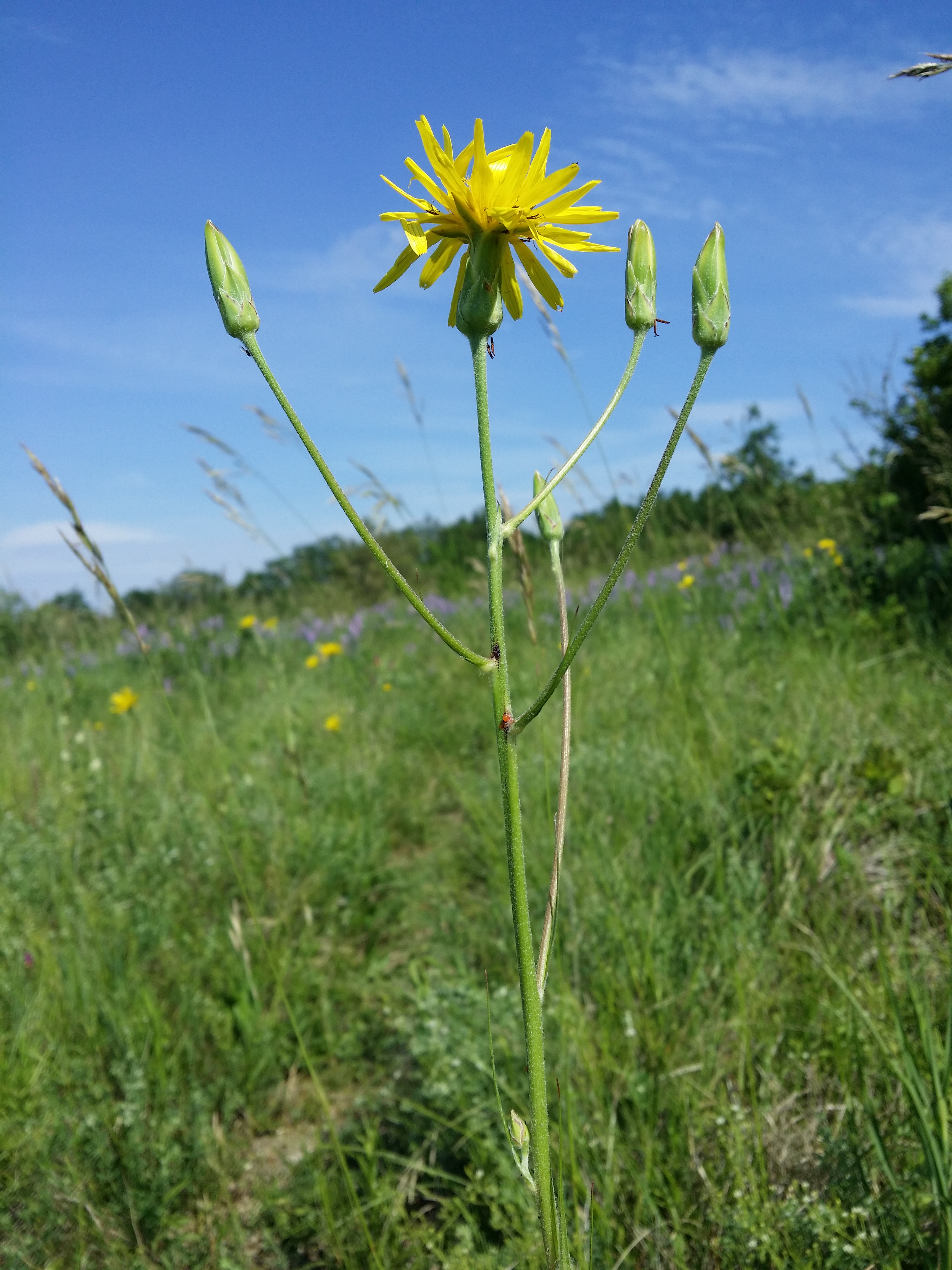
Garten-Schwarzwurzel im Habitat in Niederösterreich

### Vegetative Merkmale
Es handelt sich um eine ausdauernde krautige Pflanze. Die Wurzel wird 30 bis 40 cm lang, erreicht einen Durchmesser von 2 bis 3 cm und ist leicht konisch spitz zulaufend. Die Wurzelhaut erhält ihre Farbe durch eine fast schwarze Korkauflage, die auch die Verdunstung hemmt. Die Wurzel nimmt botanisch eine Zwischenstellung ein: Sie erfüllt die Kriterien einer Pfahlwurzel, aber nicht vollständig die einer Rübe. Die Schwarzwurzel ist frosthart. Die Pflanze ist zweijährig, wird jedoch einjährig kultiviert. Die Laubblätter sind ganzrandig, im Umriss lang oval und spitz bis ovalrund. Die unteren Blätter sind in einen Stiel verschmälert, die mittleren und oberen mit scheidig erweitertem Grund stängelumfassend sitzend.

### Generative Merkmale
Blütenstände werden erst im zweiten Jahr gebildet. Der Blütenstängel wird 65 bis 120 cm lang. In einem Blütenstand stehen mehrere körbchenförmige Teilblütenstände zusammen. Die Blütenstängel sind reich beblättert. Die Blütenkörbchen bestehen aus vielen Einzelblüten. Die Hülle ist eiförmig-kegelig und 2,5 bis 4 Zentimeter lang. Die Hüllblätter sind dachig angeordnet und am Rand etwa wollig-flockig; die äußeren sind eiförmig und zugespitzt, die inneren ei-lanzettlich und zugespitzt.  Die Kronblätter sind gelb. Die Achänen sind etwa 15 Millimeter lang und geschnäbelt; die inneren sind glatt, die äußeren randständigen mit 5 Riefen versehen und an den Rippen zackig rau. Der Pappus ist schmutzig weiß und so lang wie die Frucht.
Die Tausendkornmasse beträgt 13 bis 14 g. Das Samenkorn ist weiß und hat eine stäbchenartige Form. Das Saatgut ist nur ein Jahr keimfähig. Danach keimt es nur noch zu einem Bruchteil. Es handelt sich um Dunkelkeimer und Warmkeimer.
Die Chromosomenzahl beträgt 2n = 14.

## Vorkommen
Die Garten-Schwarzwurzel kommt ursprünglich in Südeuropa, Mitteleuropa, Nordafrika und Vorderasien vor. Sie gedeiht auf mäßig trockenen, basenreichen, meist kalkhaltigen, mild-neutralen, humosen, sandigen oder reinen Tonböden. Sie ist ein Wechseltrockenheitszeiger. Sie ist in Mitteleuropa eine Charakterart des Verbands Geranion sangunei, kommt aber auch im Adonido-Brachypodietum des Cirsio-Brachypodion-Verbands und in Gesellschaften der Verbände Potentillo-Quercion petraeae oder Erico-Pinion vor. Sie wird im Oberinntal bei Vent und Gurgl noch bei 1900 Metern Meereshöhe kultiviert.
Die ökologischen Zeigerwerte nach Landolt et al. 2010 sind in der Schweiz: Feuchtezahl F = 2w (mäßig trocken aber mäßig wechselnd), Lichtzahl L = 3 (halbschattig), Reaktionszahl R = 4 (neutral bis basisch), Temperaturzahl T = 3+ (unter-montan und ober-kollin), Nährstoffzahl N = 3 (mäßig nährstoffarm bis mäßig nährstoffreich), Kontinentalitätszahl K = 4 (subkontinental).

## Ökologie
Die Garten-Schwarzwurzel ist ein Tiefwurzler.

## Systematik
Die Garten-Schwarzwurzel (Scorzonera hispanica L.) hat die folgenden Synonyme: Scorzonera denticulata Lam., Scorzonera glastifolia Willd., Scorzonera hispanica subsp. glastifolia (Willd.) Arcang.
Je nach Autor gibt es einige Unterarten:
- Scorzonera hispanica subsp. asphodeloides (Wallr.) Arcang. (Syn.: Scorzonera marschalliana C.A. Mey., Scorzonera stricta Hornem., Scorzonera taurica M. Bieb., Scorzonera transtagana Cout., Pseudopodospermum hispanicum subsp. asphodeloides (Wallr.) Bartolucci & al.): Sie kommt in Portugal, in Frankreich, Italien, auf der Balkanhalbinsel, in Ungarn, Bulgarien, Rumänien, Moldawien, Russland, in der Ukraine und in Vorderasien vor.[9]
- Scorzonera hispanica subsp. coronopifolia (Desf.) Rouy: Sie kommt in Portugal, Spanien, Frankreich, Marokko, Algerien und Tunesien vor.[9] Sie wird von manchen Autoren auch als eigene Art angesehen und als Pseudopodospermum brevicaule (Vahl) Zaika, Sukhor. & N.Kilian bezeichnet.[2]
- Scorzonera hispanica subsp. crispatula (DC.) Nyman: Sie kommt in Portugal, Spanien und Frankreich vor.[9] Sie wird von manchen Autoren auch als eigene Art angesehen: Pseudopodospermum crispatulum (DC.) Zaika, Sukhor. & N.Kilian[2]
- Scorzonera hispanica subsp. hispanica (Syn.: Pseudopodospermum hispanicum (L.) Zaika, Sukhor. & N.Kilian subsp. hispanicum)
- Scorzonera hispanica subsp. neapolitana (Grande) Greuter (Syn.: Scorzonera neapolitana Grande, Pseudopodospermum hispanicum subsp. neapolitanum (Grande) Bartolucci, Galasso & F.Conti): Sie kommt in Italien vor.[2]
- Scorzonera hispanica subsp. trachysperma (Fiori) Maire & Weiller: Sie kommt in Libyen vor.[9]

## Herkunft und Geschichte
Sie ist die bekannteste Art innerhalb der Schwarzwurzeln. Schon Conrad Gessner (1516–1565) berichtet, dass er sie in seinen Gärten kultivierte. Wie ihr lateinischer Name erkennen lässt, ist sie ursprünglich von der iberischen Halbinsel, Spanien, von wo aus sie im 17. Jahrhundert nach Mitteleuropa eingeführt wurde. Sie verdrängte die davor zum gleichen Zweck kultivierte Haferwurzel durch ihre bessere Wurzelqualität. Heute wird sie am meisten in Belgien und Frankreich angebaut, ist aber auch in anderen europäischen Ländern wieder salonfähiger geworden.

## Anbau und Ernte

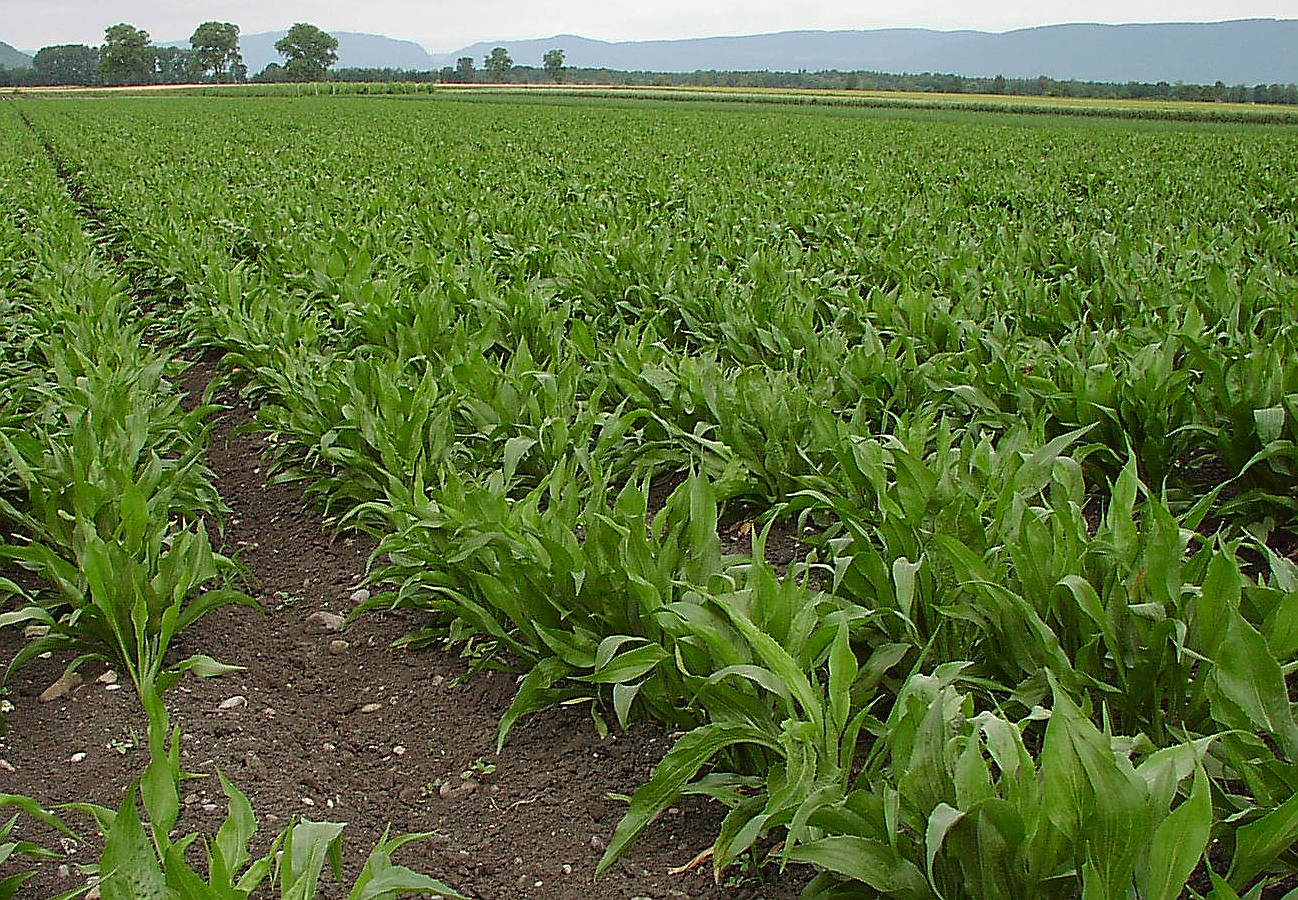
Kommerzieller Anbau

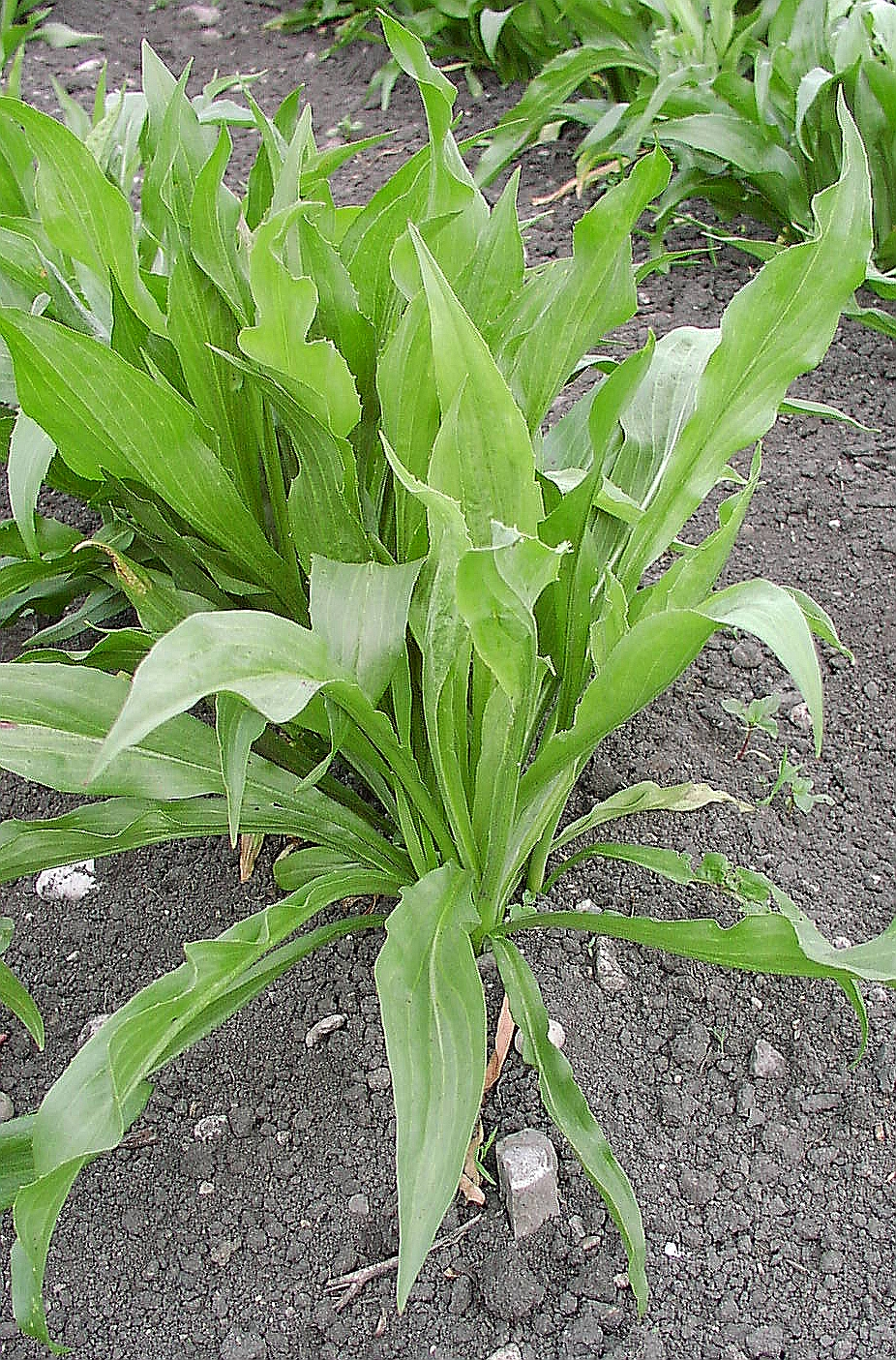
Pflanzen im Anbau

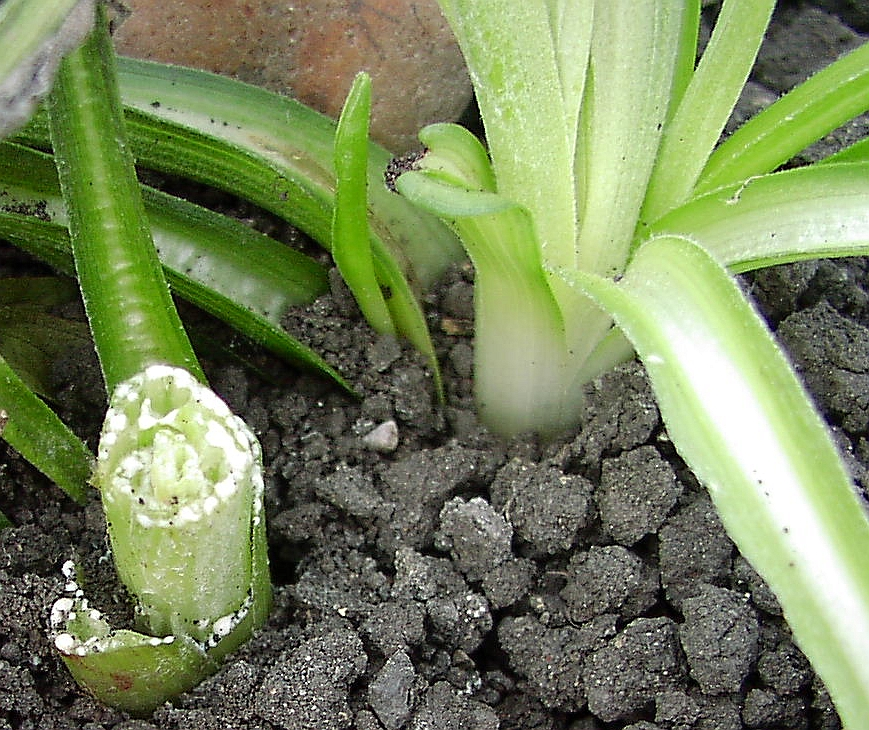
Angeschnittene Pflanze mit Milchsaft

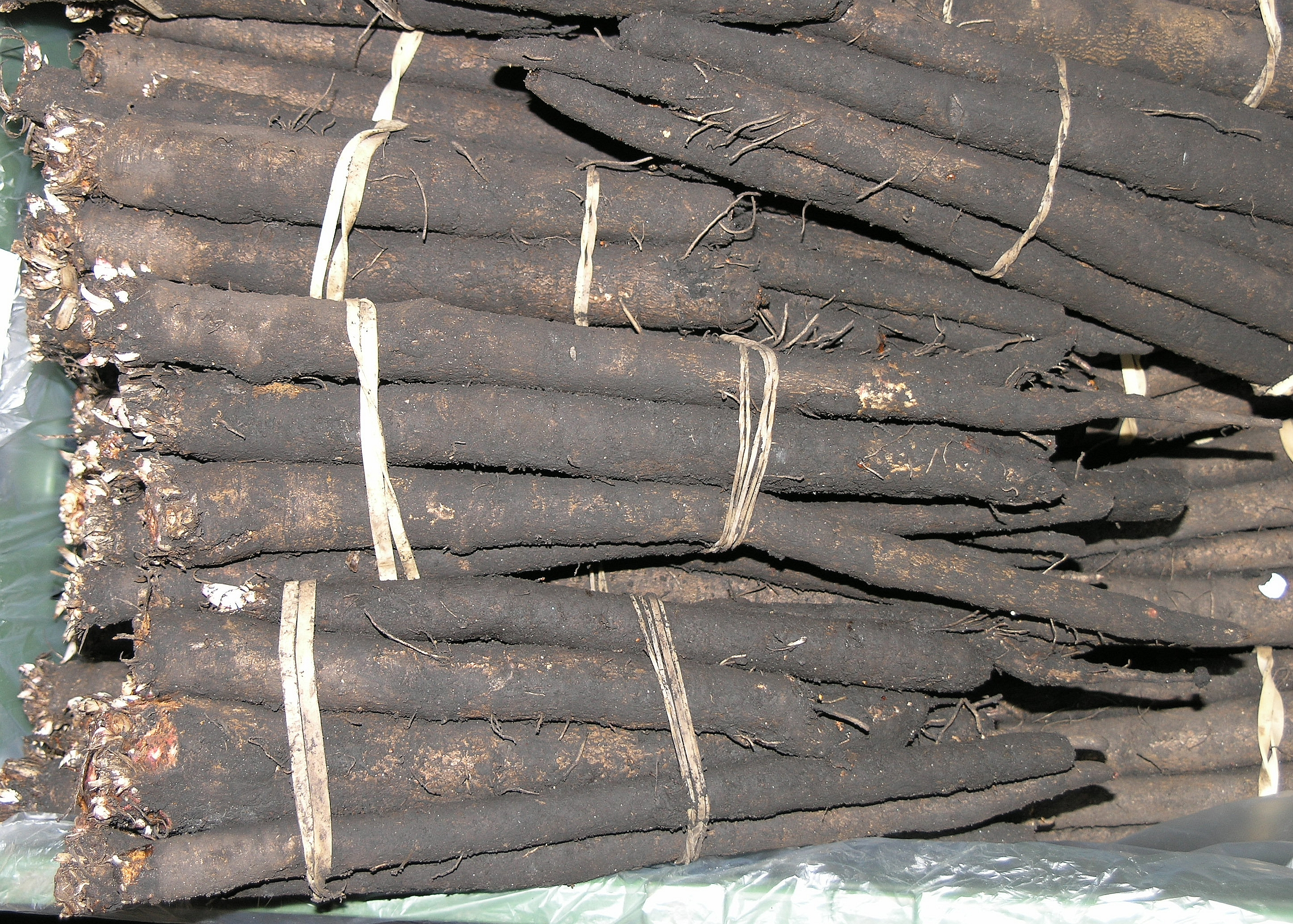
Schwarzwurzeln

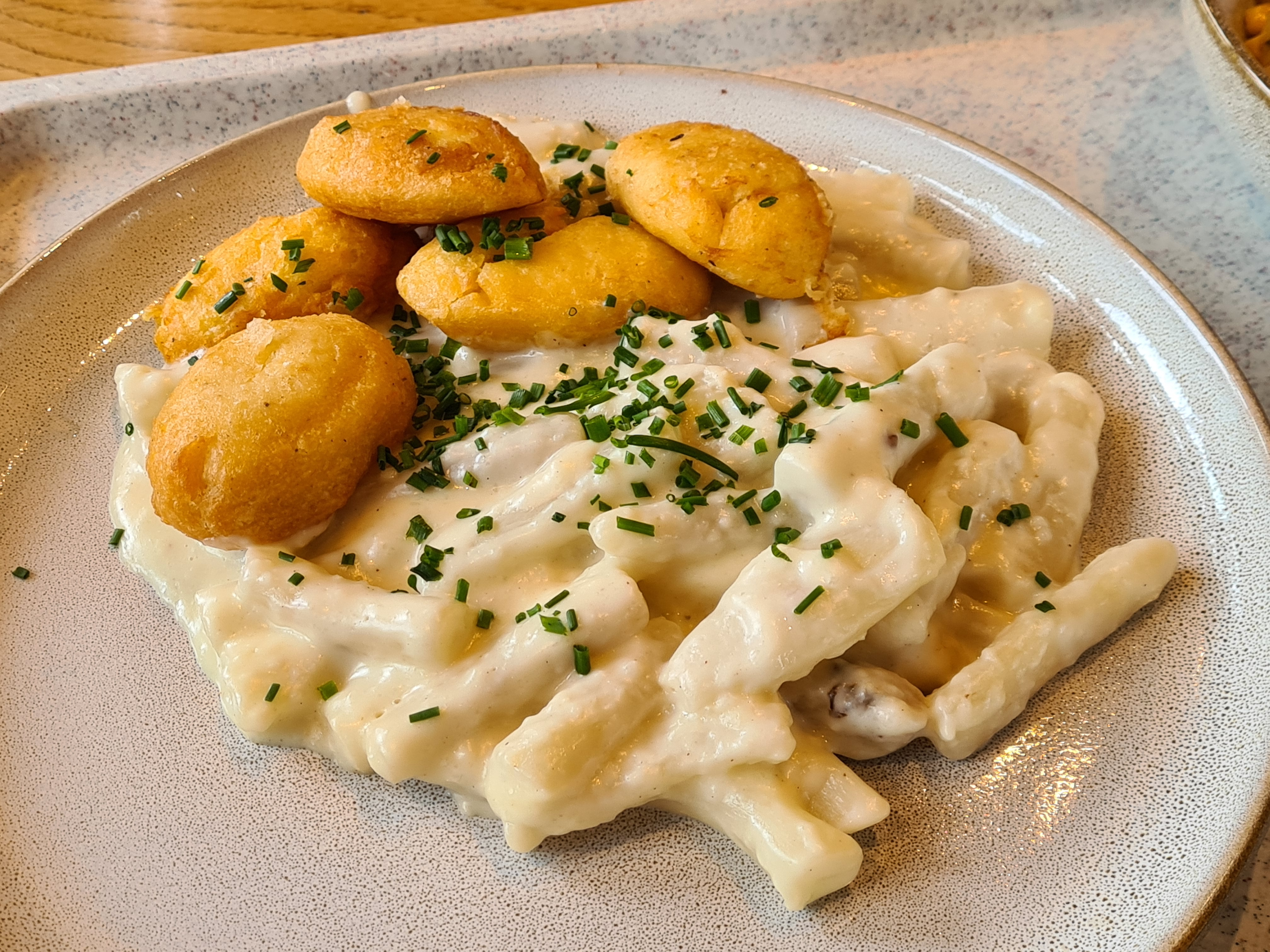
Schwarzwurzeln mit Kartoffelkrapfen als Gericht

Schwarzwurzel sollte als zweite Kultur des Jahres stehen. Als bester Standort sind Gegenden und Böden mit möglichst langer Kulturperiode geeignet. Nur dann können höchste Erträge erzielt werden. Der Boden muss locker, tiefgründig und leicht zu bearbeiten sein, sonst bleiben die Wurzeln kurz. Am besten sind leichtere Sandböden. Für die Kultur werden Sorten bevorzugt, die keine beinigen Wurzeln bilden. Die bekannteste ist 'Hoffmanns schwarzer Pfahl' und im Hobbybereich 'Duplex'. Es gibt jedoch mindestens 30 Sorten. Durch ihre Frosthärte ist die Schwarzwurzel auf dem Feld überwinterbar und kann bei geeignetem Wetter geerntet werden. Erntebeginn ist der Oktober. Bei der Ernte dürfen die Wurzeln nicht gebrochen werden, sonst läuft der Milchsaft aus und die Wurzel verliert zu viel Feuchtigkeit. Man rechnet mit einem Ertrag von ca. 15–20 t/ha. Die Wurzeln können in feuchtem Sand eingelagert werden und sind so bis März haltbar.

## Krankheiten und Schädlinge
Der zu den Falschen Mehltaupilzen zählende Weiße Rost (Albugo tragopogonis) kommt am häufigsten vor. Wichtig sind auch Echter Mehltau (Erysiphe cichoracearum), Alternaria-Blattflecken und Falscher Mehltau. Seltener ist auch Schaden durch Befall mit Wurzelgallenälchen (Nematoden), Erdschnaken und Salatwurzelläusen zu finden.

## Inhaltsstoffe
Außer dem Gehalt an Mineralstoffen und Vitaminen enthält das leichtverdauliche Gemüse auch Inulin, ein für Diabetiker besonders geeignetes Polysaccharid. Das Inulin wurde früher gleichzeitig auch dafür verantwortlich gemacht, dass es bei „empfindlichen“ Menschen beim Verzehr von Schwarzwurzeln zu Verdauungsproblemen (Blähungen, Durchfall) kommen könne. Mittlerweile ist jedoch wie bei anderen Trägern komplexer Kohlenhydrate wieder bekannt, dass dies durch eine Fehlverdauung zustande kommt, die im Falle der typischen Fehlernährung innerhalb von Industriegesellschaften durch die dann dominierenden Darmbakterien geschieht. Bei Menschen, die sich „ursprünglicher“ ernähren, ist dies nachweislich nicht der Fall. Der weißlich-gelbe, kautschukhaltige Milchsaft färbt die Haut beim Verarbeiten braun.
100 g Schwarzwurzel enthalten durchschnittlich:
|                                       | Pro 100 g essbarem Anteil |
| ------------------------------------- | ------------------------- |
| Physiologischer Brennwert             | 76 kJ/18 kcal             |
| Wasser                                | 75,1 g                    |
| Eiweiß                                | 1,4 g                     |
| Fett                                  | 0,4 g                     |
| Kohlenhydrate                         | 2,1 g                     |
| Ballaststoffe (einschließlich Inulin) | 18,3 g                    |
| Kalium                                | 320 mg                    |
| Eisen                                 | 3300 µg                   |
| Vitamin B1                            | 110 µg                    |
| Vitamin B2                            | 35 µg                     |
| Vitamin C                             | 4 mg                      |

## Verwendung
Von den Wurzeln werden anhaftende Erde und Sand abgewaschen, danach unter Benutzung von Handschuhen (gegen den stark haftenden Milchsaft) mit einem Gemüseschäler geschält und gleich in Wasser eingelegt, damit sie nicht braun anlaufen. Werden sie in Essigwasser eingetaucht geschält, werden Hände und Küchengerät weniger verschmutzt. Leicht vorgekocht (blanchiert) lässt sich die Haut auch abziehen.
Die Schwarzwurzel kann dann als Suppe, gekochte Gemüsebeilage und Blätter oder Wurzel als Salat verwendet werden. Da die Schwarzwurzel der Wurzel der Großen Klette (ein in Japan typisches Wurzelgemüse) sehr ähnlich ist, kann die Zubereitung auch als Kinpira erfolgen, eine aus Japan stammende Art der Zubereitung von Wurzelgemüse mit Sojasauce, Mirin und Sesamöl. Früher wurde der Feldabfall, die Blätter, als Viehfutter verwendet. Heute ist das nicht mehr üblich, weil die Flächen zu klein bzw. der Viehbestand zu groß ist, sodass der Aufwand nicht lohnt.
Zum Strecken von Bohnenkaffee wurden Schwarzwurzeln ebenfalls verwendet (ähnlich wie die verwandte Wegwarte).